# Kurt Schmid
Kurt Schmid (født 11. februar 1932 i Baar, Schweiz, død 2. december 2000) var en schweizisk roer, søn af Karl Schmid.
Schmid vandt ved OL 1952 i Helsinki bronze i toer uden styrmand, som makker til Hans Kalt. Han deltog også ved OL 1960 i Rom, hvor han som del af den schweiziske firer uden styrmand blev nr. 6.
Schmid vandt desuden to EM-medaljer i toer uden styrmand, en guldmedalje i 1950 og en bronzemedalje i 1951, begge gange som makker til Hans Kalt.

## OL-medaljer
- 1952:  Bronze i toer uden styrmand